# Дейр-ель-Медіна

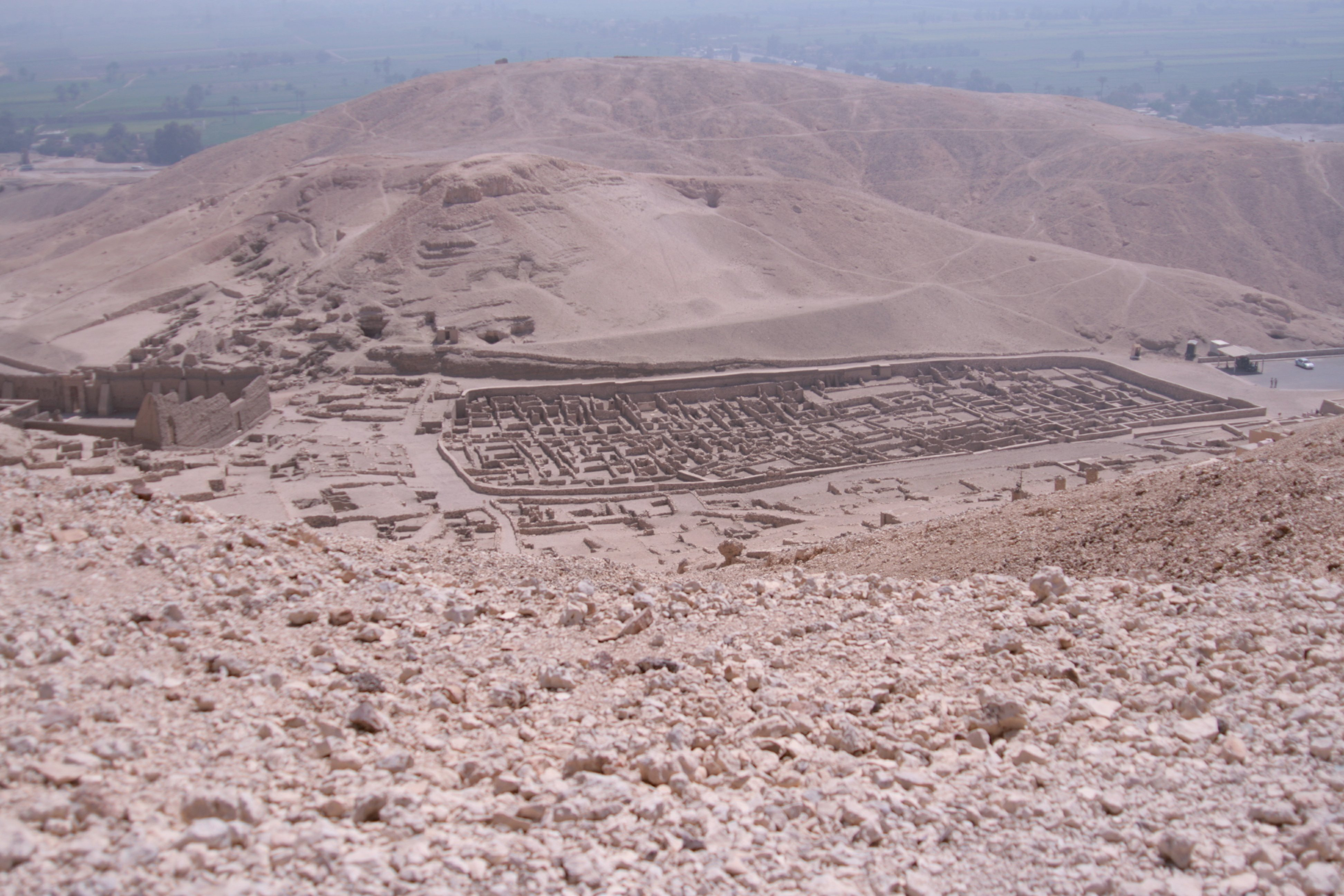

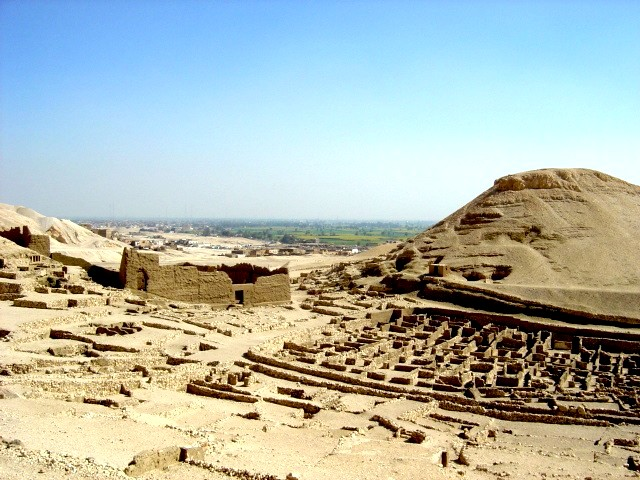
Археологічна зона Дейр ель-Медіна з храмом Хатхор

Дейр ель-Медіна (в давнину Сет-Маат, «місце істини») — один з групи фіванських некрополів, а також поселення ремісників, які працювали над створенням храмів Долини царів і Долини цариць у «місті мертвих». Лежить на західному березі Нілу навпроти Луксора, на півдорозі між Медінет-Абу і Рамессеумом.
Як випливає з матеріалів розкопок, поселення виникло за Тутмоса I і проіснувало принаймні до правління Рамзеса XI. Птолемеї побудували тут храм богині Хатхор, який пізніше був переобладнаний на християнську церкву. Покровителькою цього місця вважалася Мерітсегер, богиня ремісників і будівельників.
Археологічна зона Дейр ель-Медіна вперше була досліджена в 1905-1909 рр. під керівництвом Ернесто Скьяпареллі. Згодом розкопки проводилися на цій ділянці регулярно.
У Дейр ель-Медіні знайдено тисячі папірусів і остраконів, які відкривають картину повсякденного життя давньоєгипетського поселення детальніше, ніж будь-які інші джерела. Величезне число текстів з «міста майстрів» досі чекає на опублікування.